# الإسلام في جرينلاند
الإسلام في غرينلاند شبه منعدم، ويرجع ذلك لأسباب عدة مثل قلة عدد السكان أو انعدام المساجد أو حتى الظروف القاسية التي تصعب أداء بعض العبادات مثل الصلاة والصوم. وتقول بعض المصادر أن 8 مسلمين فقط يعيشون في جرينلاند، من بينهم اللبناني الأصل وسام الزقير، والمغربي نور الدين الإبراهيمي، و يعتبر هذان الاثنان الوحيدين اللذين يصومان 22 ساعة، بالإضافة لمصريين يصومان حسب توقيت مصر.